# Glen Matlock
Glen Matlock (* 27. srpna 1956, Paddington, Londýn, Anglie) je britský baskytarista, kytarista a zpěvák.
V letech 1975–1977 byl členem punkrockové skupiny Sex Pistols. Později byl členem kapel Rich Kids, Vicious White Kids a The Flying Padovanis a spolupracoval i se zpěvákem Iggym Popem. Od roku 2010 je také členem obnovené bluesrockové skupiny The Faces. V roce 2015 hrál v písni „Cafe Racer“ z alba Joyland anglického kytaristy Chrise Speddinga. Veřejně vystoupil proti Brexitu.